# Рабаџија
Рабаџија са запрегом, најчешће воловском ради „у надницу“. Иако спорији у односу на коњску запрегу, волови су далеко снажнији и више могу да повуку. Ово занимање је било у свом зениту на Балкану од средине 19. века до средине 20. века. Данас су рабаџије присутне нарочито тамо где су путеви лоши.
Рабаџије, на пример, извлаче грађу из шуме до пута. При томе волови праве далеко мању штету у односу на механизацију као што су трактори који захтевају какав такав пролаз међу дрвећем (макар просечен кроз шуму) и при томе уништавају све на свом путу а пре свега младице дрвећа.